# Санта Роза (окръг, Флорида)
Окръг Санта Роза (на английски: Santa Rosa County) е окръг в щата Флорида, Съединени американски щати. Площта му е 3041 km², а населението – 143 105 души. Административен център е град Милтън.